# Dickson Wamwiri
Dickson Wamwiri Wanjiku (24 de diciembre de 1984-6 de septiembre de 2020) fue un deportista keniano que compitió en taekwondo. Ganó una medalla de bronce en los Juegos Panafricanos de 2011, y una medalla de bronce en el Campeonato Africano de Taekwondo de 2003.

## Palmarés internacional
| Juegos Panafricanos | Juegos Panafricanos | Juegos Panafricanos | Juegos Panafricanos |
| Año                 | Lugar               | Medalla             | Categoría           |
| ------------------- | ------------------- | ------------------- | ------------------- |
| 2011                | Maputo (Mozambique) | Medalla de bronce   | –58 kg              |
| Campeonato Africano |                     |                     |                     |
| Año                 | Lugar               | Medalla             | Categoría           |
| 2003                | Abuya (Nigeria)     | Medalla de bronce   | –54 kg              |